# Baule (Volk)

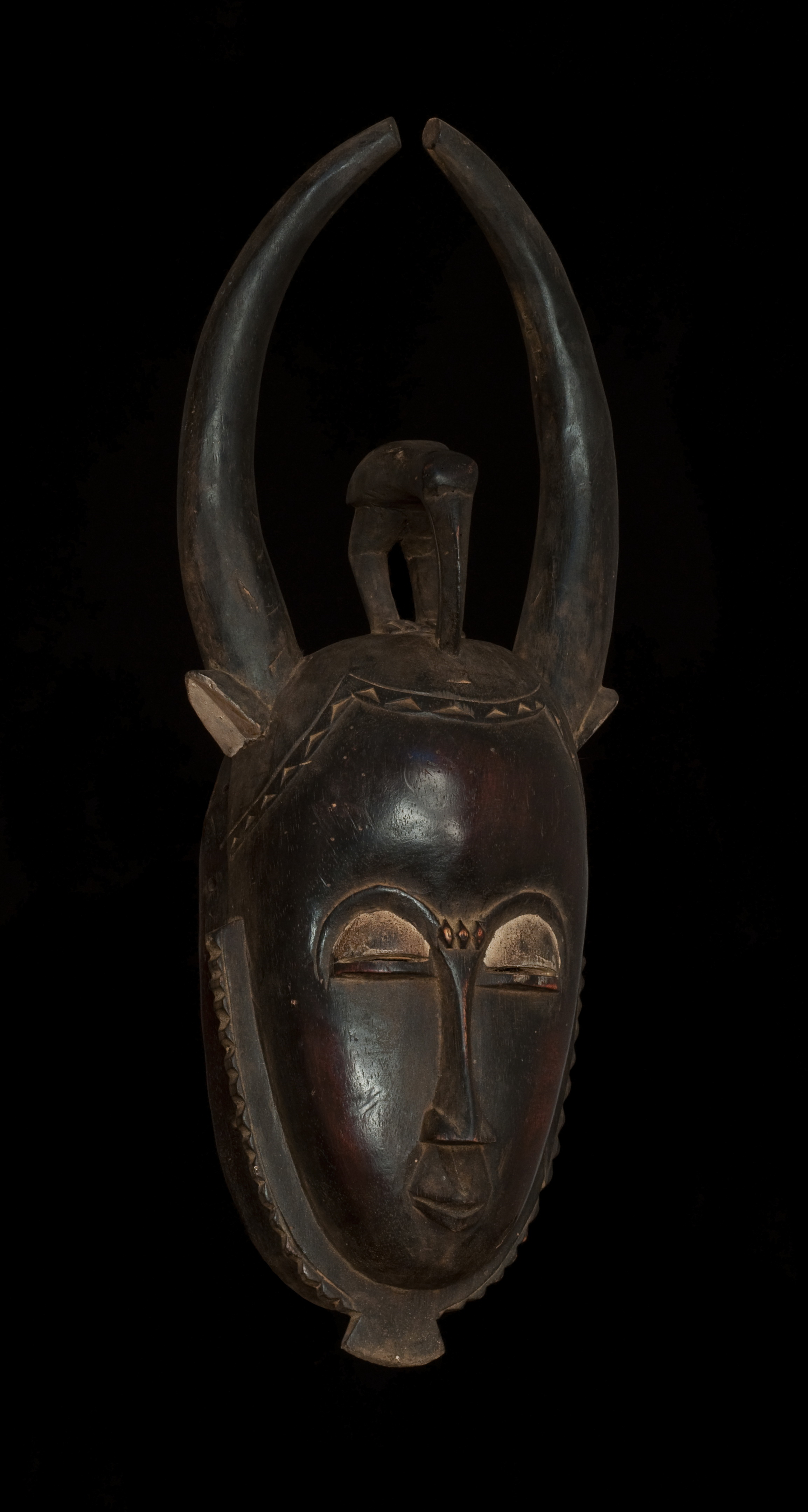
Baule-Maske

Die Baule (französisch Baoulé) sind ein Akan-Volk in der Elfenbeinküste.
Dort stellen sie mit einer Anzahl etwa 2.130.000 sowie einem prozentualen Anteil von 23 Prozent die größte Volksgruppe des Landes. Sie sind traditionell Anhänger der Akan-Religion, daneben gibt es auch in letzter Zeit zunehmend sunnitische Muslime. Baule, ihre Sprache, gehört zu den Kwa-Sprachen.
Die Lebensweise der Baule ist traditionell von der Landwirtschaft geprägt – und das Hauptanbaugebiet des Volkes liegt zwischen den Flüssen Comoé und Bandama, eine Fläche gemischt aus Wald und Wüste. Die wichtigsten Anbauprodukte des Volkes sind Kolanüsse, Yams, Kakao und Mais.
Sie haben auch eigene Waffentypen entwickelt, bei denen vor allem die Baule-Axt, das Baule-Holzschwert, der Baule-Dolch und das Baule-Richtschwert hervorzuheben sind.

## Geschichte
Die Herkunft der Baule ist nicht eindeutig geklärt. Laut dem verbreiteten Mythos handelte es sich um eine Gruppe der Aschanti, die in Folge eines Thronfolgestreits aus dem heutigen Ghana nach Westen in das Gebiet der heutigen Elfenbeinküste zog. Geführt wurden sie von der Königin Abla Poku. Am unpassierbaren Fluss Comoé habe sie ein Kind geopfert und das Wasser hätte sich daraufhin geteilt und ihrem Volk den Übergang gestattet. Nach ihrer Niederlassung trennten sich die Baule in verschiedene Untergruppen. Dieser Mythos wird mit einem Thronfolgekrieg, der bei den Aschanti zwischen 1725 und 1750 stattfand, in Verbindung gebracht. Das Gebiet in der Elfenbeinküste, in dem sich die Baule ansiedelten, war dünn von den Senufo und Guro besiedelt. Beide Volksgruppen gelten als Quellen für Kunstgattungen der Baule. Der Wahrheitsgehalt des Herkunftsmythos, der von Maurice Delafosse 1900 erstmals veröffentlicht wurde, lässt sich nicht durch archäologische Funde oder schriftliche Quellen bestätigen und wird deshalb angezweifelt. Delafosse selbst distanzierte sich 1914 von der unkritischen Übernahme des Mythos. Susan Mullin Vogel geht von einer Ur-Baule-Bevölkerung in der Elfenbeinküste aus. Die orale Tradition, sprachliche Hinweise und Formen in der Kunst würden auf die Kultur der Mamla während des 18. Jahrhunderts und früher Hinweisen. Diese sind noch als Untergruppe der Baule präsent.
Die Baule führten den längsten Kampf gegen die französischen Kolonisatoren in Westafrika.

## Gesellschaft
Die Gesellschaft der Baule ist durch den Unterschied zwischen Dorf und Wildnis geprägt, der zentral für deren Kosmologie ist. Im Laufe der zweiten Hälfte des 20. Jahrhunderts nahm die Bedeutung dieses symbolischen Systems ab. Viele Baule zogen vom Land in die Städte, um damit auch den Verpflichtungen gegenüber den Geistern und den traditionellen Regeln zu entgehen. Die auf dem Land gebliebenen Verwandten nehmen sich meist den Geistern der Fortgezogenen an.
Mann und Frau sind zentrale Kategorien der Baule, die jedoch auch anerkennen, dass sie keine reinen Kategorien sind. Sie externalisieren den jeweils anderen geschlechtlichen Anteil als Ehepartner aus der Geisterwelt, der blolo, dem zum Teil eine Figur als Sitz angeboten wird. Dieser Umgang mit Geschlechtlichkeit bei den Baule ist wahrscheinlich auch der Grund dafür, dass sie keine Kliterodektomien und Beschneidungen vornehmen.
Die Gesellschaft der Baule ist von einer großen Individualität geprägt.

## Kunst
Die Kunst der Baule gehört zum westlichen Kanon afrikanischer Kunst. Dabei wurden vor allem ihr relativer Naturalismus und die Fähigkeiten der Künstler vom europäischen und amerikanischen Publikum geschätzt, während nun eher ihr subtiler Rhythmus und ihre Schönheit dem Geschmack der Sammler entsprechen. Masken und Figuren sind die wichtigsten Kunstwerke bei den Baule, aber auch Alltagsobjekte wurden von Künstlern gestaltet.